# As Pontes de García Rodríguez
As Pontes de García Rodríguez település Spanyolországban, A Coruña tartományban. As Pontes de García Rodríguez Mañón, Muras, Xermade, Monfero, A Capela, San Sadurniño, As Somozas és Ortigueira községekkel határos. Lakosainak száma 9782 fő (2024).

## Népesség
A település lakosságának változását az alábbi diagram mutatja:
| Lakosok száma | 12 440 | 11 911 | 11 697 | 11 431 | 11 139 | 10 634 | 10 399 | 10 138 | 10 032 | 9782 |
|               | 2001   | 2004   | 2006   | 2009   | 2011   | 2014   | 2016   | 2019   | 2021   | 2024 |